# Csiba Lajos (zenei szerkesztő)
Csiba Lajos (Szirák, 1943. május 17. – 2022. január 28.) magyar  zenei szerkesztő, trombita művész-tanár.

## Életpályája
Zenei tanulmányait Budapesten, a Liszt Ferenc Zeneművészeti Főiskolán végezte, trombita művészképző szakon. Mestere Lubik Imre volt. Ezután a Budapesti MÁV Szimfonikusok zenekari tagja volt. 1971-től  a Magyar Rádió zenei szerkesztőjeként, majd a halála előtti másfél évtizedben a Magyar Katolikus Rádió zenei szerkesztőjeként dolgozott.

## Díjai, elismerései
- miniszteri kitüntetés
- nívódíjak, pl. a Magyar Rádió életmű-nívódíja
- eMeRTon-díjas